# رود بار
رود بار یکی از رودهای شهرستان نیشابور است. شهر بار در کنار همین رود واقع شده‌است. طول این رود حدود ۴۵ کیلومتر و وسعت حوزه آبریز آن ۴۰۰ کیلومتر مربع می‌باشد. این رود دارای آب دائم بوده و رژیم آبی آن برفی، بارانی است. آب‌دهی این رود در محل روستای اریه و در یک دورهٔ ۳۴ ساله به‌طور متوسط ۹/۱۸ میلیون متر مکعب بوده‌است.
رود بار شاخه‌ای از رود سلیت می‌باشد. از دامنه‌های کوه ۲۷۵۰ متری دال خان واقع در ۳۴ کیلومتری شمال نیشابور سرچشمه می‌گیرد. حوضه آبریز آن در بخش مرکزی شهرستان نیشابور قرار دارد. این رود، در جهت جنوب و از میان کوه‌های بینالود جریان می‌یابد. روستاهای بار، دامجان و چهارباغ را مشروب نموده و شاخه‌ای را به‌نام طاقان (طاغان) از غرب مسیر دریافت می‌نماید. رود بار سرانجام از دهکده خانلق و سد اصلی بار رد شده و وارد دشت شده و در اراضی گلشن وارد رود ماسیت می‌شود.

## نگارخانه

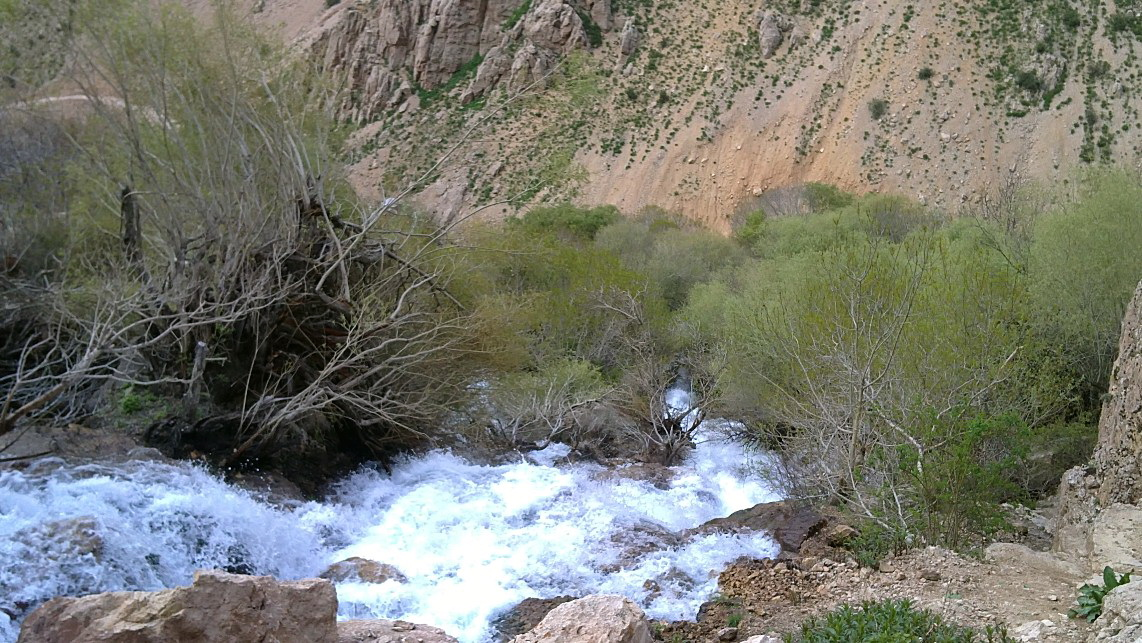
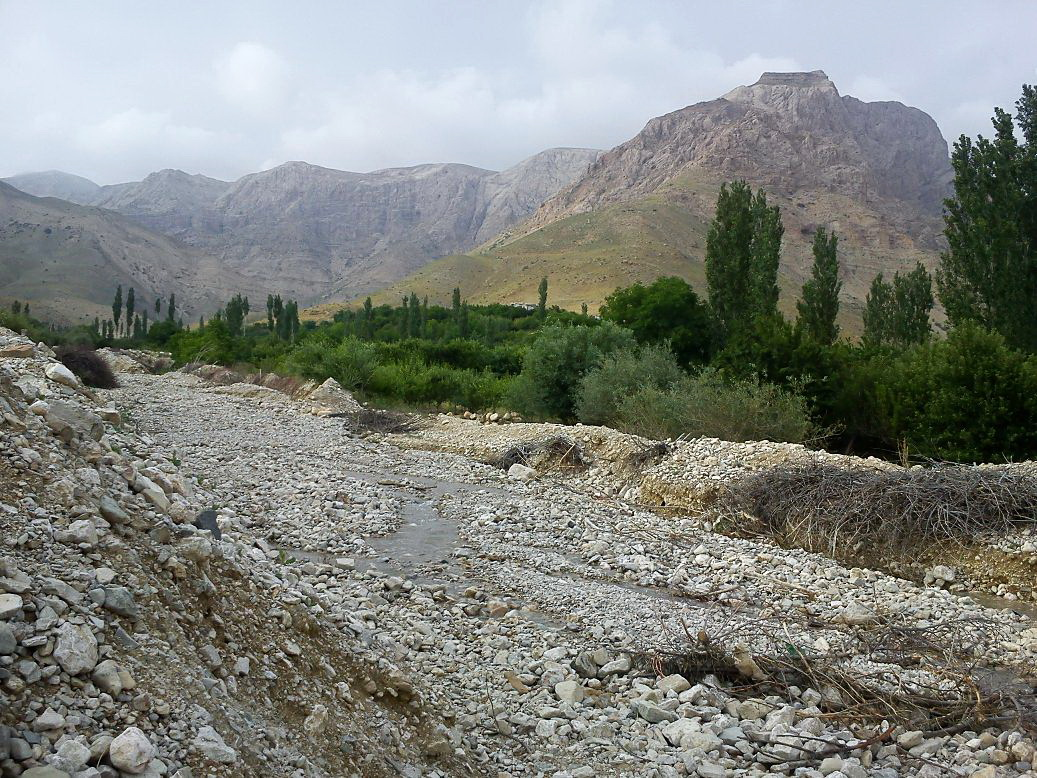
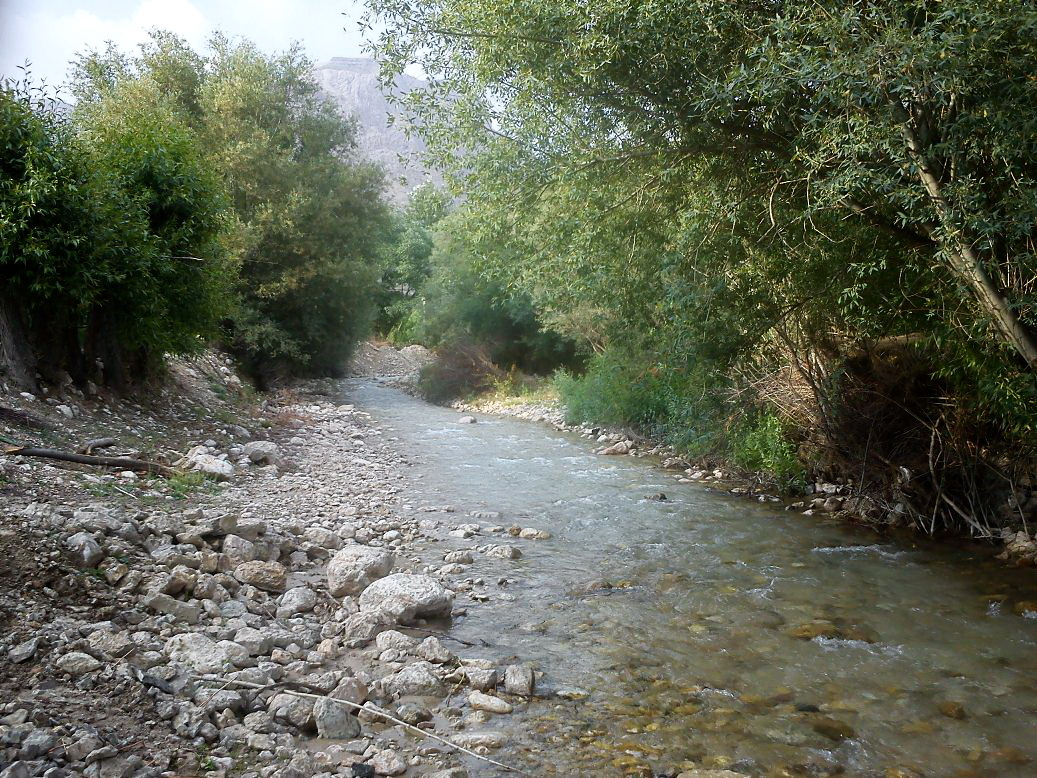
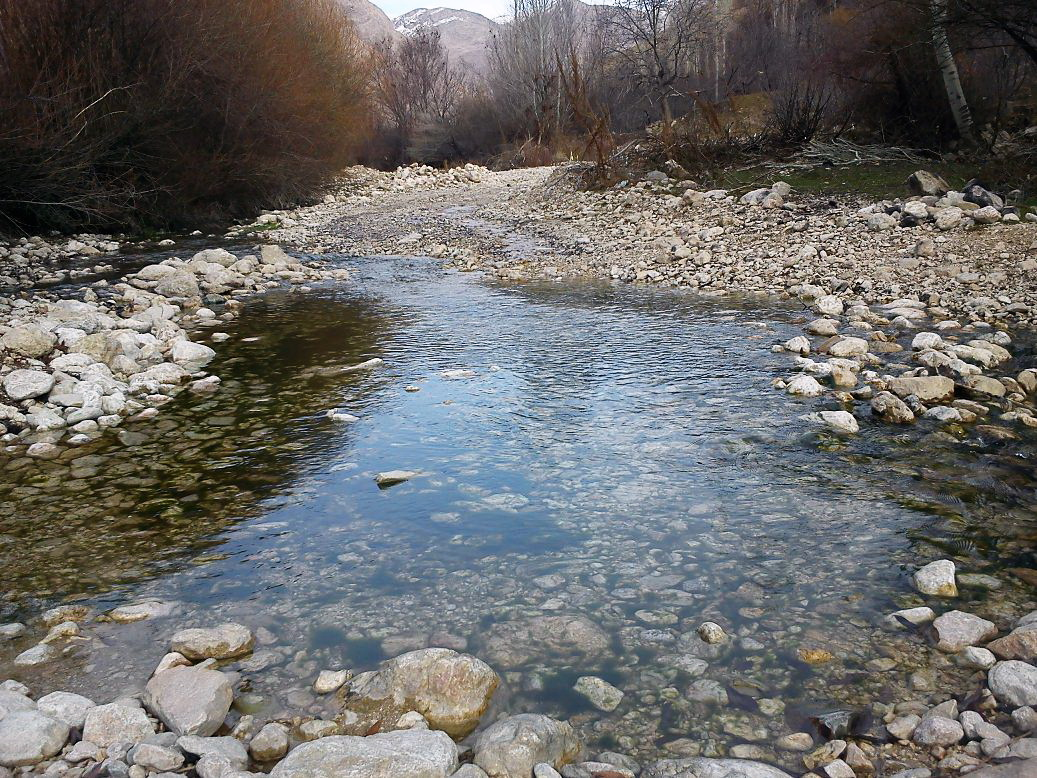
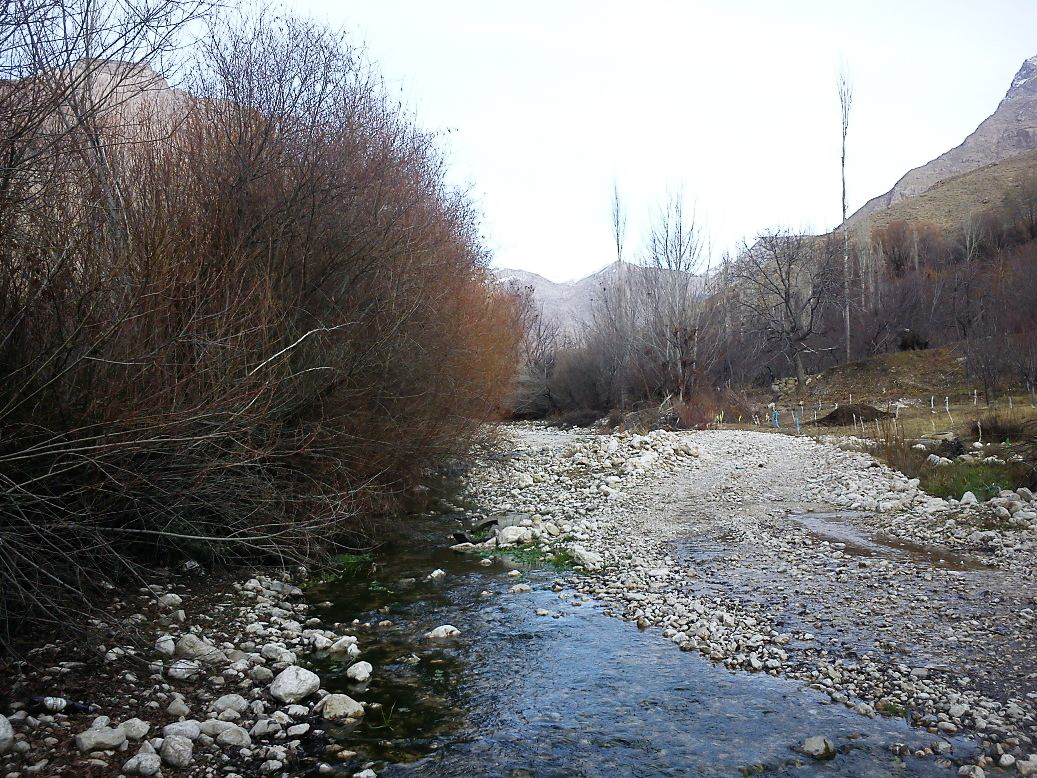
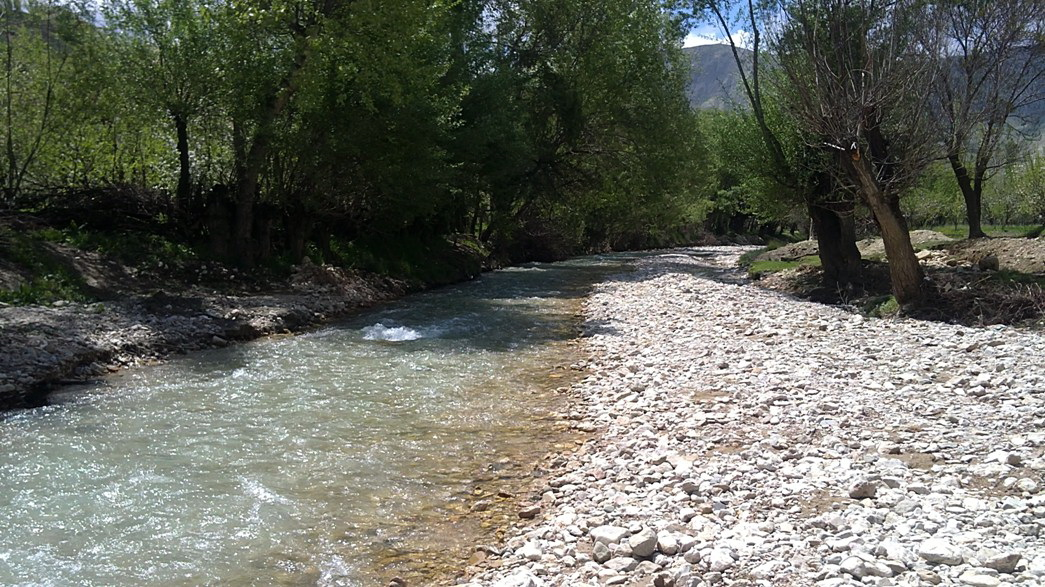